# Moj Svijet
Moj Svijet är en låt som  framfördes av Sergej Ćetković i Eurovision Song Contest 2014 i Köpenhamn första semifinalen 6 maj och där kvalificerade landet sig för första gången till final.